# Chiaravalle della Colomba
Chiaravalle della Colomba (lat. Claraevallis a Columba) ist ein italienisches Zisterzienserkloster und liegt in der Gemeinde Alseno, an der Via Emilia zwischen Parma und Piacenza in der Emilia-Romagna.

## Geschichte
Dokumente belegen die Existenz des Klosters ab 1136. Vermutlich erfolgte die Gründung auf Betreiben des Bischofs Arduin von Piacenza aber bereits 4 Jahre früher. Damit ist sie eine der frühen Niederlassungen der Zisterzienser in Italien (nach Bedini die neunte).
Das erste Zisterzienserkloster überhaupt entstand 1098 mit dem Kloster Cîteaux in Burgund, wenig später folgte das berühmte Kloster Clairvaux (1115). Chiaravalle wurde direkt von Mönchen aus Clairvaux gegründet, manches deutet darauf hin, dass Bernhard von Clairvaux persönlich beteiligt war. Die Gründung durch das burgundische Kloster kann man am Namen ablesen: Chiaravalle ist die italienische Weiterentwicklung des ursprünglich lateinischen Namens „claravallis“ (= helles Tal), Clairvaux die französische. Der Namenszusatz „della Colomba“ (Taube) bezieht sich auf eine Legende im Zusammenhang mit der Gründung: eine weiße Taube soll einen Zweig an der Stelle abgelegt haben, wo das Kloster gegründet werden sollte.
In der Tradition der Zisterzienser (ora et labora) hat das Kloster Beachtliches zur Kultivierung der Sümpfe und Auenwälder der Po-Ebene geleistet. Umfangreiche Schenkungen machten das Kloster schon bald so vermögend und mächtig, dass es zahlreiche weitere Tochterklöster in der Gegend gründen konnte. Unmittelbare Tochterklöster waren Fontevivo, Quartazzola, Brondolo, Santa Maria in Strada und San Martino di Bocci. Im Mittelalter erlebte die Abtei ihre Hochblüte. Sie wurde von Oberto il „Pelavicino“ (1080–1148), dem Begründer der Familie Pallavicino, sowie seinem Verwandten, Corrado Cavalcabò, 1136–1143 mit erheblichen Ländereien einschließlich adliger Vasallen und deren Dörfern ausgestattet. Doch 1248 wurde sie von den Truppen Kaiser Friedrichs II. fast völlig niedergebrannt.

## Anlage und Bauten

Typischer Grundriss einer Zisterzienserkirche

Durch Napoleon Bonaparte wurde die Abtei 1810 geschlossen und zur Pfarrkirche umgebaut. Die damit verbundenen Änderungen auch in der Ausstattung (Orgel, Bänke, Kanzel) prägen das Aussehen der Kirche bis heute. Von der kargen malerischen Ausstattung blieben nur einige Bruchstücke der Fresken erhalten, von denen einige wenige in der Nachfolge Giottos stehen. Doch seit 1925 einige Umbauten des 17. Jahrhunderts wieder rückgängig gemacht worden sind, strahlt die dreischiffige, weiträumige Klosterkirche wieder ganz im Sinne der Ordensregel eine große Einfachheit aus.
Der Aufbau des Klosters hält sich streng an die Vorgaben, die Bernhard erlassen hatte. Typisch für Zisterzienserkirchen sind der gerade Chorabschluss und die nahezu quadratischen Kapellen rechts und links davon. Ursprünglich gab es zwei weitere Kapellen an den Stirnseiten des Querschiffs. Diese Anordnung, wie sie auch in der Abtei von Pontigny (Burgund) existierte, zeigt deutlich, dass viele Mönche zugleich Priester gewesen sein müssen, die Kapellen für ihre täglichen Gottesdienste benötigten.
Charakteristisch für den Bau ist der Wechsel zwischen roten Ziegeln und weißem Haustein, zum Beispiel in den Bögen der Mittelschiff-Arkaden, die an die Kirche von Vézelay (1140) erinnern. Dies findet sich auch im hochgotischen Eingangsbereich des Kapitelsaals, der in seiner Feinheit islamisch anmutet.
Von der Kirche aus gelangt man in den Kreuzgang, von dem aus alle wichtigen Gebäude erreicht werden können. Er ist das Herz der Anlage. Von Doppelsäulen gestützte spitzbogige Arkaden öffnen sich auf den Innenhof. Hier findet sich ein weiteres Meisterwerk der gotischen Steinmetzkunst: der Knoten in der Säule. Die symbolische Bedeutung dieses Ornaments, das auch in Böhmen sehr verbreitet ist, ist unbekannt. Im Kreuzgang haben sich die Fundamente eines Brunnenhauses erhalten – ähnlich dem von Kloster Maulbronn.
Die einst – wie alle Zisterzienserklöster – abseits gelegene Abtei wird heute durch den Lärm der unmittelbar angrenzenden Autobahn beeinträchtigt. Dennoch konnte 1937 eine Gruppe von Zisterziensermönchen der Kongregation von Casamari das Kloster als Priorat wieder besiedeln.

## Bilder

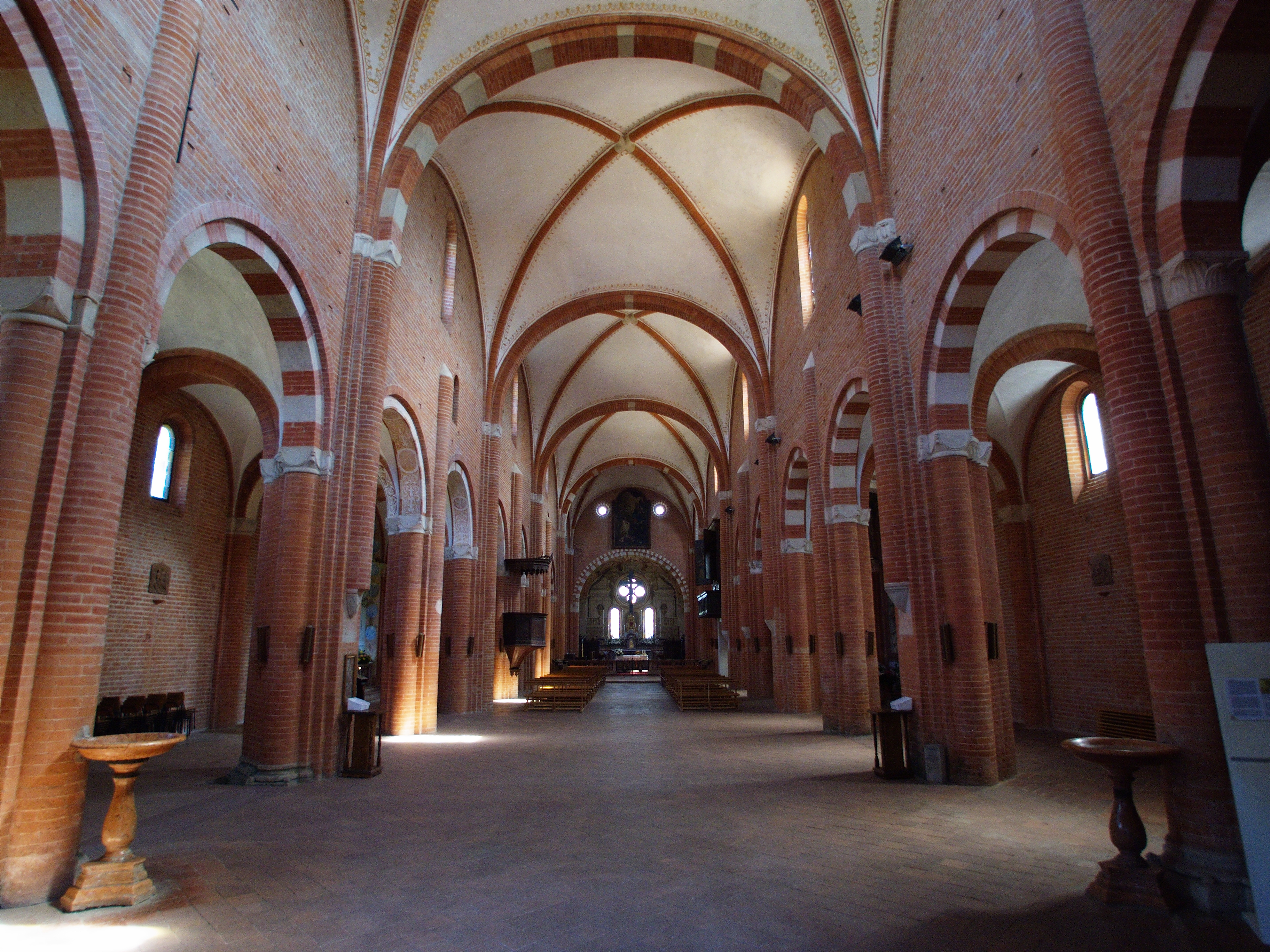
Mittelschiff
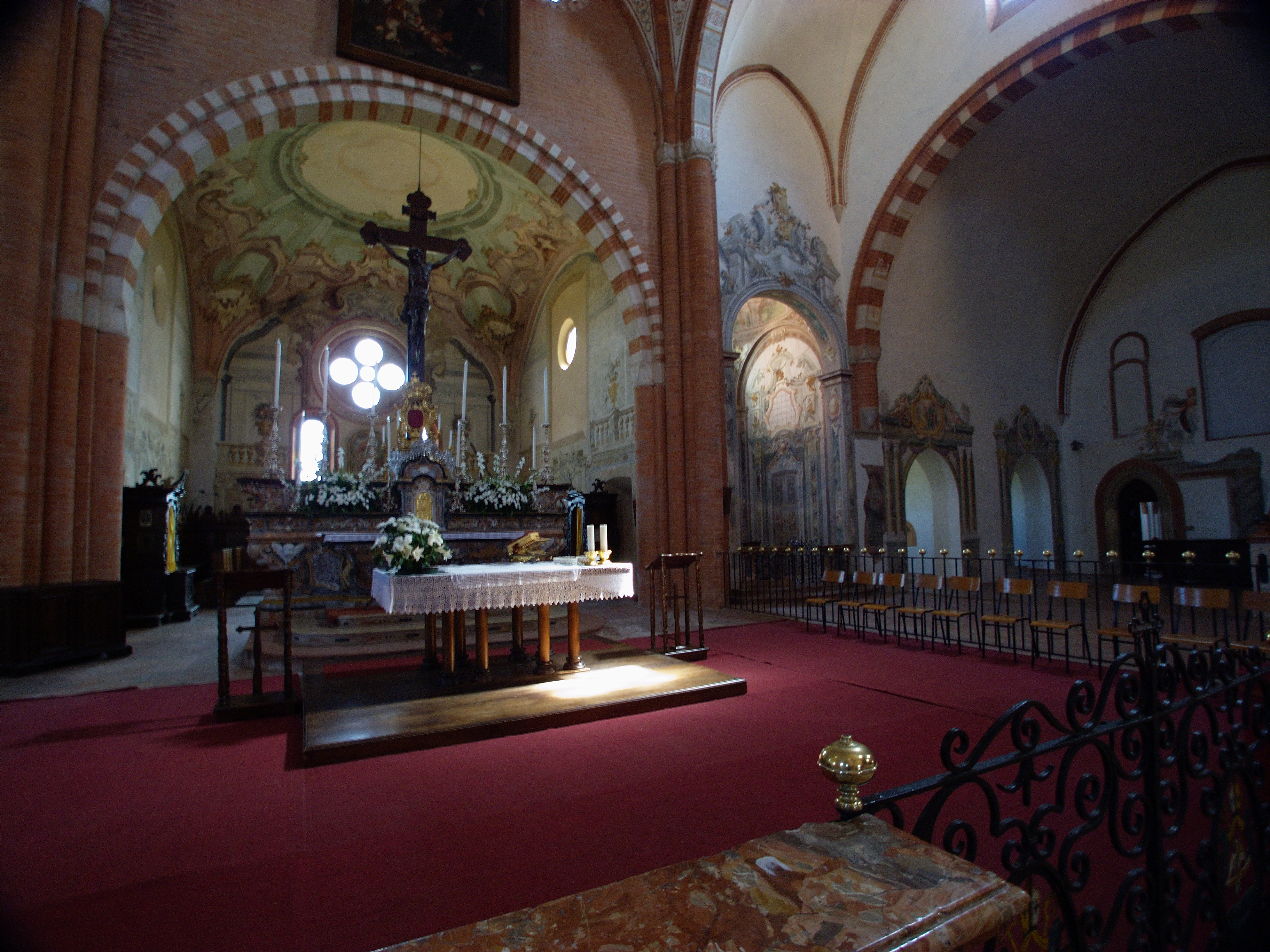
Altarraum
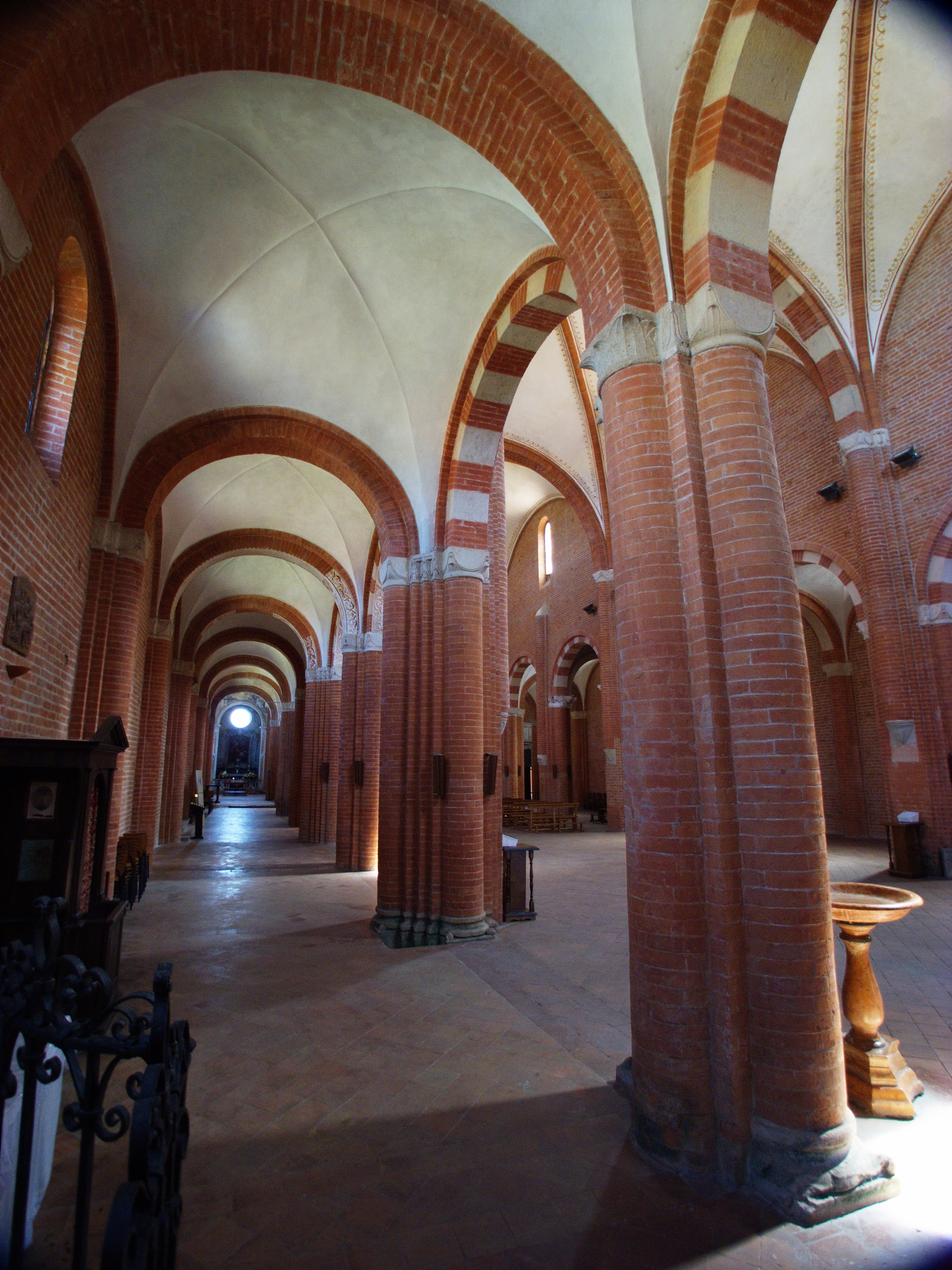
Nördliches Seitenschiff
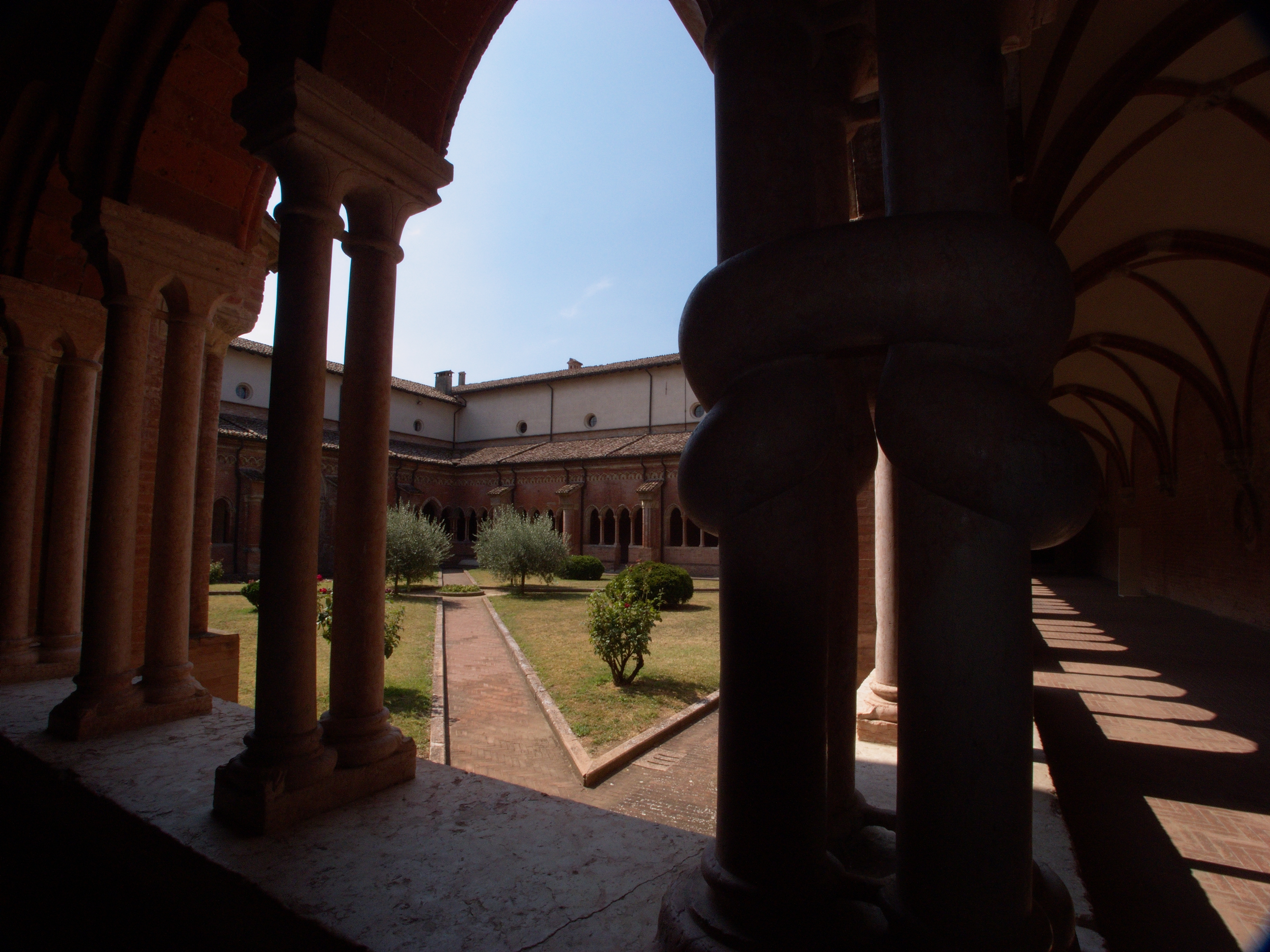
Kreuzgang
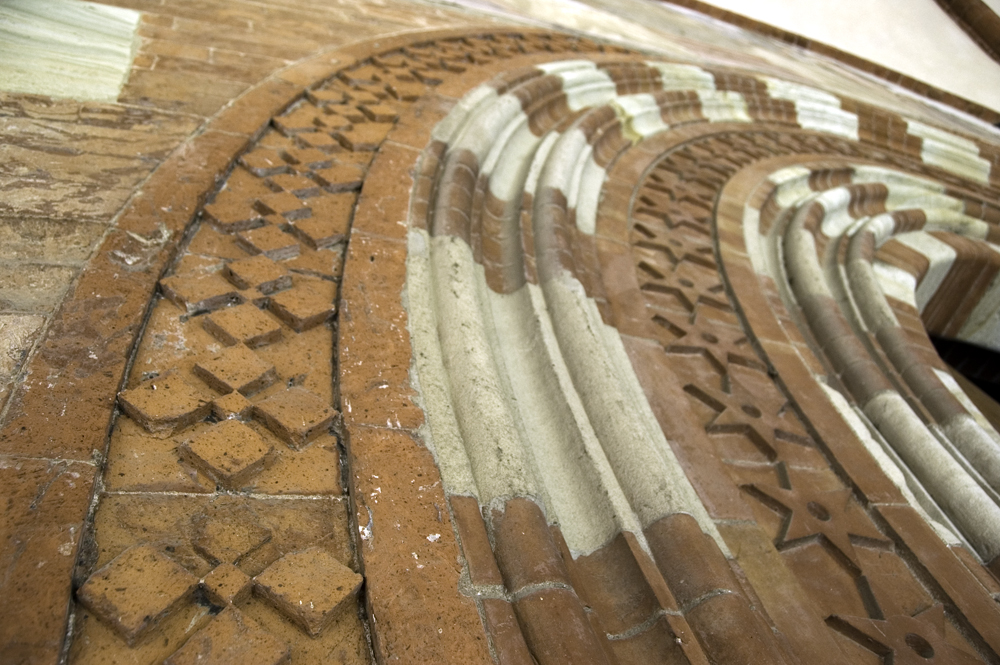
Verzierungen am Eingang zum Kapitelsaal
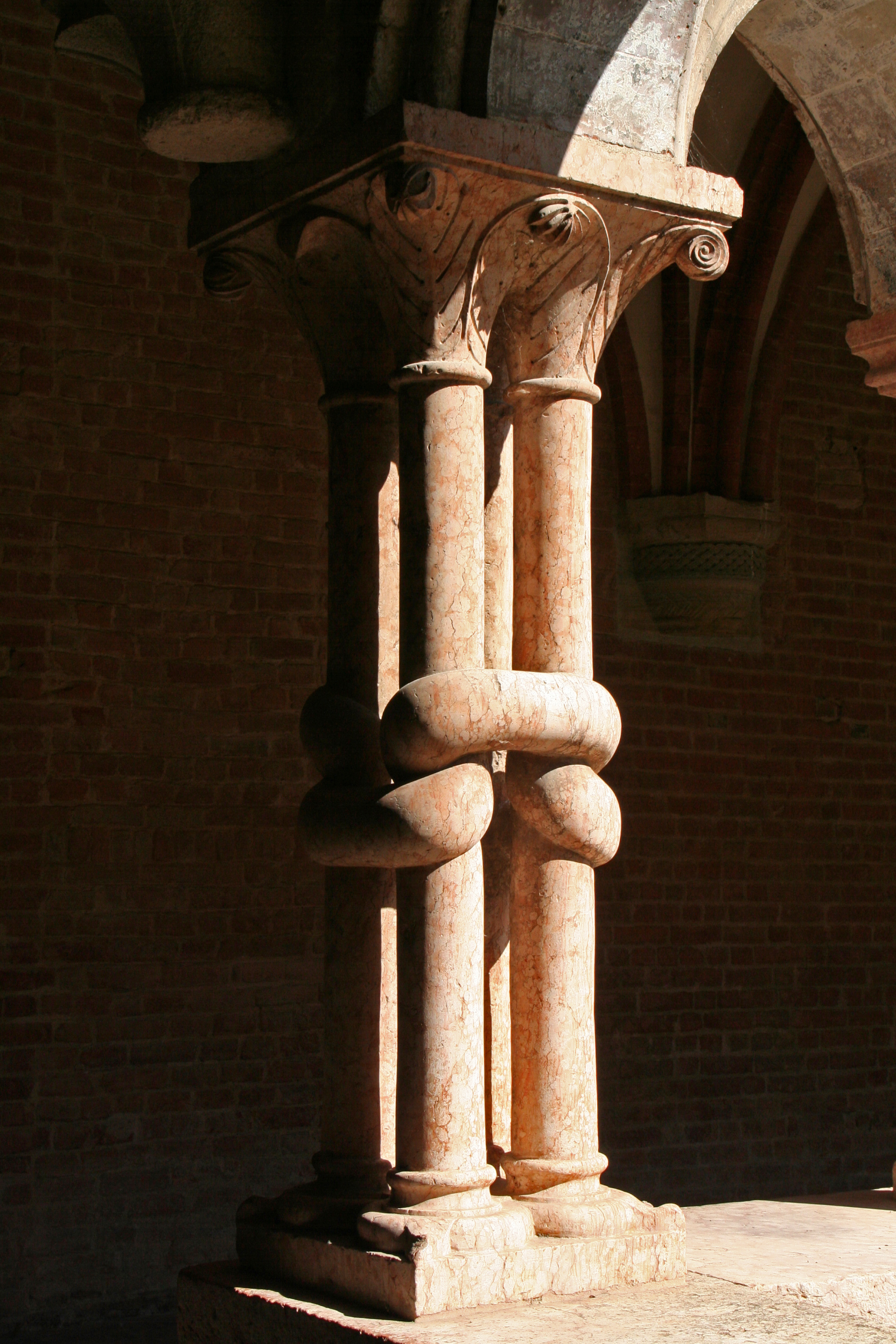
Knoten in der Säule